# Jeux paralympiques d'été de 2008
Les XIIIe Jeux paralympiques d'été se sont déroulés à Pékin du 6 septembre au 17 septembre 2008, deux semaines après les Jeux olympiques.
Après avoir remporté les Jeux paralympiques d'Athènes, les Chinois partent dès à présent favoris pour cette compétition, d'autant que la Chine comptabilise environ 60 millions de personnes handicapées.
Le 24 août 2008, Tang Xiaoquan, vice-présidente exécutive du Comité d'organisation des Jeux, annonça que plus de 4 200 athlètes y prendraient part, venus de 148 pays. Il s'agit du plus grand nombre de nations participantes dans l'histoire des Jeux paralympiques; 136 pays avaient envoyé des athlètes aux Jeux d'Athènes en 2004.
Vingt catégories sportives sont présentes aux Jeux de 2008 : le tir à l'arc, le tir sportif, l'athlétisme, la boccia, le cyclisme, les sports équestres, le football à cinq, le football à sept, le goalball, le judo, la force athlétique, l'aviron, la voile, la natation, le tennis de table, le volleyball, le basketball, l'escrime, le rugby et le tennis. L'aviron fait son apparition aux Jeux paralympiques pour la première fois.
Tout comme les Jeux de 2004, ceux de 2008 sont réservés aux athlètes atteints d'un handicap physique, le Comité international paralympique ayant décidé en 2003 d'exclure les athlètes atteints d'un handicap mental, en raison de la difficulté d'évaluer ces handicaps.

## Les Jeux

### Cérémonie d'ouverture
La cérémonie d'ouverture des Jeux se déroula le 6 septembre. Silvio Velo porta le drapeau de l'Argentine, Robinson Méndez celui du Chili, David Casinos celui de l'Espagne, Ranjesh Prakash celui des Fidji, Assia El Hannouni celui de la France, Patrice Dockery celui de l'Irlande, Yizhar Cohen celui d'Israël et Desiree Lim celui de Singapour.

### Nations participantes
| Afrique | Amériques | Asie | Europe | Océanie                                                                                                |
| --- | --- | --- | --- | --- |
| - Afrique du Sud - Algérie - Angola - Bénin - Botswana - Burkina Faso - Burundi - Cap-Vert - République centrafricaine - Côte d'Ivoire - Égypte - Éthiopie - Gabon - Ghana - Guinée - Kenya - Lesotho - Libye - Madagascar - Mali - Maroc - Maurice - Namibie - Niger - Nigeria - Ouganda - Rwanda - Sénégal - Tanzanie - Tunisie - Zambie - Zimbabwe | - Argentine - Barbade - Bermudes - Brésil - Canada - Chili - Colombie - Costa Rica - Cuba - Équateur - États-Unis - Guatemala - Haïti - Honduras - Jamaïque - Mexique - Panama - Pérou - Porto Rico - République dominicaine - Uruguay - Venezuela | - Afghanistan - Arabie saoudite - Bahreïn - Bangladesh - Birmanie - Cambodge - Chine - Taipei chinois - Corée du Sud - Émirats arabes unis - Hong Kong - Inde - Indonésie - Irak - Iran - Japon - Jordanie - Kazakhstan - Kirghizistan - Koweït - Laos - Liban - Macao - Malaisie - Mongolie - Népal - Oman - Ouzbékistan - Pakistan - Palestine - Philippines - Qatar - Singapour - Sri Lanka - Syrie - Tadjikistan - Thaïlande - Timor oriental - Turkménistan - Viêt Nam | - Allemagne - Arménie - Autriche - Azerbaïdjan - Belgique - Biélorussie - Bosnie-Herzégovine - Bulgarie - Chypre - Croatie - Danemark - Estonie - Espagne - Finlande - France - Géorgie - Grèce - Hongrie - Îles Féroé - Irlande - Islande - Israël - Italie - Lettonie - Lituanie - Luxembourg - Macédoine - Malte - Moldavie - Monténégro - Norvège - Pays-Bas - Pologne - Portugal - République tchèque - Roumanie - Grande-Bretagne - Russie - Serbie - Slovaquie - Slovénie - Suède - Suisse - Turquie - Ukraine | - Australie - Fidji - Nouvelle-Zélande - Papouasie-Nouvelle-Guinée - Salomon - Samoa - Tonga - Vanuatu |
| 32 pays | 22 pays | 40 pays | 45 pays | 7 pays                                                                                                 |

## Calendrier
| Calendrier général des Jeux paralympiques de 2008 | Calendrier général des Jeux paralympiques de 2008 | Calendrier général des Jeux paralympiques de 2008 | Calendrier général des Jeux paralympiques de 2008 | Calendrier général des Jeux paralympiques de 2008 | Calendrier général des Jeux paralympiques de 2008 | Calendrier général des Jeux paralympiques de 2008 | Calendrier général des Jeux paralympiques de 2008 | Calendrier général des Jeux paralympiques de 2008 | Calendrier général des Jeux paralympiques de 2008 | Calendrier général des Jeux paralympiques de 2008 | Calendrier général des Jeux paralympiques de 2008 | Calendrier général des Jeux paralympiques de 2008 | Calendrier général des Jeux paralympiques de 2008 | Calendrier général des Jeux paralympiques de 2008 |
| Août 2008                                         | Août 2008                                         | Août 2008                                         | 6                                                 | 7                                                 | 8                                                 | 9                                                 | 10                                                | 11                                                | 12                                                | 13                                                | 14                                                | 15                                                | 16                                                | 17                                                |
| ------------------------------------------------- | ------------------------------------------------- | ------------------------------------------------- | ------------------------------------------------- | ------------------------------------------------- | ------------------------------------------------- | ------------------------------------------------- | ------------------------------------------------- | ------------------------------------------------- | ------------------------------------------------- | ------------------------------------------------- | ------------------------------------------------- | ------------------------------------------------- | ------------------------------------------------- | ------------------------------------------------- |
| Cérémonies                                        | Cérémonies                                        |                                                   | O                                                 |                                                   |                                                   |                                                   |                                                   |                                                   |                                                   |                                                   |                                                   |                                                   |                                                   | C                                                 |
| Athlétisme                                        | Athlétisme                                        |                                                   |                                                   |                                                   | 9                                                 | 20                                                | 17                                                | 9                                                 | 18                                                | 20                                                | 18                                                | 18                                                | 26                                                | 5                                                 |
| Aviron                                            | Aviron                                            |                                                   |                                                   |                                                   |                                                   |                                                   |                                                   | 4                                                 |                                                   |                                                   |                                                   |                                                   |                                                   |                                                   |
| Basket-ball                                       | Basket-ball                                       |                                                   |                                                   |                                                   |                                                   |                                                   |                                                   |                                                   |                                                   |                                                   |                                                   | 1                                                 | 1                                                 |                                                   |
| Boccia                                            | Boccia                                            |                                                   |                                                   |                                                   |                                                   | 4                                                 |                                                   |                                                   | 3                                                 |                                                   |                                                   |                                                   |                                                   |                                                   |
| Cyclisme                                          | Cyclisme                                          |                                                   |                                                   |                                                   |                                                   |                                                   |                                                   |                                                   | 15                                                | 4                                                 | 4                                                 |                                                   |                                                   |                                                   |
| Équitation                                        | Équitation                                        |                                                   |                                                   |                                                   | 2                                                 | 4                                                 | 2                                                 | 3                                                 |                                                   |                                                   |                                                   |                                                   |                                                   |                                                   |
| Escrime                                           | Escrime                                           |                                                   |                                                   |                                                   |                                                   |                                                   |                                                   |                                                   |                                                   |                                                   | 3                                                 | 3                                                 | 2                                                 | 2                                                 |
| Football à 5                                      | Football à 5                                      |                                                   |                                                   |                                                   |                                                   |                                                   |                                                   |                                                   |                                                   |                                                   |                                                   |                                                   |                                                   | 1                                                 |
| Football à 7                                      | Football à 7                                      |                                                   |                                                   |                                                   |                                                   |                                                   |                                                   |                                                   |                                                   |                                                   |                                                   |                                                   | 1                                                 |                                                   |
| Goalball                                          | Goalball                                          |                                                   |                                                   |                                                   |                                                   |                                                   |                                                   |                                                   |                                                   |                                                   | 2                                                 |                                                   |                                                   |                                                   |
| Haltérophilie                                     |                                                   |                                                   |                                                   |                                                   |                                                   |                                                   |                                                   |                                                   |                                                   |                                                   |                                                   |                                                   |                                                   |                                                   |
| Judo                                              | Judo                                              |                                                   |                                                   | 4                                                 | 4                                                 | 5                                                 |                                                   |                                                   |                                                   |                                                   |                                                   |                                                   |                                                   |                                                   |
| Natation                                          | Natation                                          |                                                   |                                                   | 16                                                | 18                                                | 16                                                | 12                                                | 13                                                | 16                                                | 14                                                | 18                                                | 17                                                |                                                   |                                                   |
| Rugby                                             | Rugby                                             |                                                   |                                                   |                                                   |                                                   |                                                   |                                                   |                                                   |                                                   |                                                   |                                                   |                                                   | 1                                                 |                                                   |
| Tennis                                            |                                                   |                                                   |                                                   |                                                   |                                                   |                                                   |                                                   |                                                   |                                                   |                                                   |                                                   |                                                   |                                                   |                                                   |
| Tennis de table                                   |                                                   |                                                   |                                                   |                                                   |                                                   |                                                   |                                                   |                                                   |                                                   |                                                   |                                                   |                                                   |                                                   |                                                   |
| Tir                                               | Tir                                               |                                                   |                                                   | 2                                                 | 2                                                 | 2                                                 | 2                                                 | 2                                                 | 2                                                 |                                                   |                                                   |                                                   |                                                   |                                                   |
| Tir à l'arc                                       |                                                   |                                                   |                                                   |                                                   |                                                   |                                                   |                                                   |                                                   |                                                   |                                                   |                                                   |                                                   |                                                   |                                                   |
| Volley-ball                                       | Volley-ball                                       |                                                   |                                                   |                                                   |                                                   |                                                   |                                                   |                                                   |                                                   |                                                   | 1                                                 | 1                                                 |                                                   |                                                   |
| Août 2008                                         | Août 2008                                         | Août 2008                                         | 6                                                 | 7                                                 | 8                                                 | 9                                                 | 10                                                | 11                                                | 12                                                | 13                                                | 14                                                | 15                                                | 16                                                | 17                                                |

|  | Cérémonies |  | Jour de compétition |  | Jour de finale | 4 | Nombre de finales |

## Tableau des médailles
À la suite des épreuves du 17 septembre, les douze premiers au tableau des médailles étaient :
- Pays organisateur (Chine)

| Rang | Nation          | Or | Argent | Bronze | Total |
| ---- | --------------- | -- | ------ | ------ | ----- |
| 1    | Chine           | 89 | 70     | 52     | 211   |
| 2    | Grande-Bretagne | 42 | 29     | 31     | 102   |
| 3    | États-Unis      | 36 | 35     | 28     | 99    |
| 4    | Ukraine         | 24 | 18     | 32     | 74    |
| 5    | Australie       | 23 | 29     | 27     | 79    |
| 6    | Afrique du Sud  | 21 | 3      | 6      | 30    |
| 7    | Canada          | 19 | 10     | 21     | 50    |
| 8    | Russie          | 18 | 23     | 22     | 63    |
| 9    | Brésil          | 16 | 14     | 17     | 47    |
| 10   | Espagne         | 15 | 21     | 22     | 58    |
| 11   | Allemagne       | 14 | 25     | 20     | 59    |
| 12   | France          | 12 | 21     | 19     | 52    |

## Faits marquants

### 7 septembre
- La première médaille d'or des Jeux revient à la Slovaque Veronika Vadovicova en tir sportif, dans l'épreuve de fusil à air sur dix mètres[15].
- La célèbre nageuse sud-africaine Natalie du Toit remporte l'épreuve du 100 mètres papillon. Les États-Unis remportent quatre des seize médailles d'or à pourvoir en natation ce jour-là, plus que tout autre pays[15].
- À la suite de leurs performances aux Jeux olympiques, les Britanniques remportent l'or dans l'ensemble des trois épreuves de cyclisme dans lesquelles ils s'étaient engagés pour le premier jour, avec Simon Richardson, Darren Kenny, et le tandem composé d'Aileen McGlynn et d'Ellen Hunter[16].
- Des quatre médailles d'or à pourvoir en judo, la Chine remporta les deux épreuves féminines (Guo Huaping, Cui Na), tandis que l'Algérie remportait les deux épreuves masculines (Mouloud Noura, Sidali Lamri). Le résultat de chacune des quatre finales fut qualifié d'inattendu[17].

### 8 septembre
- En athlétisme, le 5000 mètres dames dans la catégorie T54 fut la scène d'une spectaculaire collision peu avant le début du dernier tour de piste, lorsque six athlètes se percutèrent les unes les autres et s'empilèrent, endommageant pour plusieurs d'entre elles leur fauteuil roulant et s'éliminant ainsi de la course. L'accident débuta lorsque l'athlète suisse Edith Hunkeler heurta sa compatriote Sandra Graf, perdant l'équilibre en entraînant cinq autres athlètes dans sa chute. Hunkeler eut la clavicule brisée. Puis, à cinquante mètres de la ligne d'arrivée, les concurrentes restantes durent contourner des officiels qui traversaient la piste en courant pour venir en aide aux blessées. La Canadienne Diane Roy remporta la course, et la cérémonie des médailles eut lieu, avant que le Comité international paralympique n'annonce que les résultats étaient annulées à la suite d'un recours déposé par trois pays, et que les médaillées devaient restituer leurs médailles. La course fut reprogrammée au 12 septembre, Hunkeler étant disqualifiée[18],[19].
- À l'âge de 13 ans, la nageuse britannique Eleanor Simmonds devint la plus jeune championne paralympique de l'histoire des Jeux en individuel, lorsqu'elle remporta l'or dans l'épreuve du 100 mètres libre, catégorie S6[20].
- Osamah Alshanqiti remporta la première médaille d'or paralympique ou olympique jamais obtenue par l'Arabie saoudite, établissant un record du monde en triple saut catégorie F12, avec un saut de 15,37 mètres[21],[22].

### 9 septembre
- La Grande-Bretagne remporta cinq nouvelles médailles d'or en cyclisme, portant son total provisoire à neuf médailles d'or et une d'argent en cyclisme pour ces Jeux. Des six cyclistes ou tandems britanniques en piste le 9 septembre, cinq obtinrent une médaille d'or et le sixième, Rik Waddon, obtint l'argent derrière son compatriote Darren Kenny dans l'épreuve du contre la montre en un kilomètre, catégorie CP3[23].
- Haider Ali remporta la première médaille paralympique de l'histoire du Pakistan - l'argent en saut en longueur, catégorie F37/38. Il établit un record du monde, que brisa le Tunisien Farhat Chida pour remporter l'or[24].
- Laurentia Tan obtint la première médaille paralympique de l'histoire de Singapour - le bronze en sports équestres, en épreuve individuelle catégorie Ia[25].
- Le Sud-Africain Oscar Pistorius remporta la première des trois médailles d'or qu'il visait à ces jeux, en gagnant le 100 mètres, catégorie T44, en athlétisme[26].
- L'haltérophile pakistanais Ahmed Butt fut le premier athlète exclu des Jeux paralympiques de Pékin pour dopage[27].